# Hans-Johann Glock
Hans-Johann Glock (* 12. Februar 1960 in Freudenstadt) ist Professor für theoretische Philosophie an der Universität Zürich.

## Leben
Glock studierte Philosophie, Germanistik und Mathematik in Tübingen, Oxford und an der Freien Universität Berlin und wurde 1990 in Oxford zum Dr. phil. promoviert.
Nach Forschungsaufenthalten und Tätigkeiten als Dozent in Oxford und an der Universität Reading wurde er 2006 an die Universität Zürich berufen, wo er den Lehrstuhl für Theoretische Philosophie II innehat. Zudem ist er Visiting Professor an der Universität Reading.
Seine Forschungsinteressen liegen in den Bereichen Sprachphilosophie, Philosophie des Geistes und Analytische Philosophie. Glock beschäftigt sich insbesondere mit Begriffen und geht der Frage nach, ob Tiere denken können. Darüber hinaus  ist Glock als Experte für die Philosophie von Ludwig Wittgenstein bekannt.

## Werke
- What is Analytic Philosophy? Cambridge University Press, 2008, ISBN 0-521-87267-7. (abstract) (deutsch: Was ist analytische Philosophie?, WBG (Wissenschaftliche Buchgesellschaft), Darmstadt, 2014, ISBN 978-3-534-25496-5)
- Quine and Davidson on Language, Thought and Reality. Cambridge University Press, 2003, ISBN 0-521-82180-0. (abstract)
- A Wittgenstein dictionary. Wiley-Blackwell, 1996, ISBN 0-631-18112-1. (abstract)

## Herausgeberschaften
- Wittgenstein and Analytic Philosophy. Essays for P. M. S. Hacker (mit John Hyman). Oxford University Press, 2009. (abstract)
- Strawson and Kant. Oxford University Press, 2003. (abstract)
- Fifty Years of Quines 'Two Dogmas'  (mit Kathrin Glüer und Geert Keil). Rodopi, 2003.